# Peetsch (Mirow)
Peetsch ist ein Ortsteil der Stadt Mirow im Landkreis Mecklenburgische Seenplatte in Mecklenburg-Vorpommern mit 160 Einwohnern.

## Geographie
Peetsch liegt am Schulzensee, 3,5 km südöstlich von Mirow an der L 5.

## Geschichte
Der Ortsname geht auf das slawische pesuken zurück, was sandig bedeutet. 1270 wurde Peetsch durch Fürst Nikolaus von Werle erstmals urkundlich erwähnt. Jedoch war die Gegend um Peetsch schon während der Eisenzeit besiedelt. Nachdem die germanischen Stämme im Zuge der Völkerwanderung das Land verlassen hatten, nahmen slawische Stämme das Land in Besitz. Um 1270 wurde Peetsch zum Besitz des Johanniterordens. Vor dem Dreißigjährigen Krieg gab es in Peetsch eine Kirche, die aber aufgrund der Kriegsschäden abgerissen werden musste. Die erste Schule ist 1767 belegt.
1961 wurde Peetsch nach Mirow eingemeindet.